# Tommaso Senise
Tommaso Senise (Corleto Perticara, 2 febbraio 1848 – Napoli, 25 febbraio 1920) è stato un politico italiano.

## Biografia
Fratello del senatore Carmine Senise a causa dell'età non può prendere parte con quest'ultimo all'Insurrezione lucana del 1860 ed organizza una compagnia di giovani nazionali a difesa della propria città. Nel 1867 è volontario garibaldino nella campagna che si ferma a Mentana, dopo la quale torna agli studi e nel 1874 si laurea in medicina e chirurgia a Napoli. Dopo un periodo di perfezionamento all'estero ottiene la libera docenza in patologia speciale medica ed esercita la professione in una clinica privata dividendosi tra Potenza e Napoli. Nel capoluogo partenopeo è stato medico consulente dell'Ospedale della Pace (di cui ha svolto anche le mansioni di direttore), primario dell'Ospedale degli Incurabili e membro Consiglio sanitario provinciale.
Liberale moderato, non pregiudizialmente ostile al progressismo, è stato consigliere comunale di Corleto Perticara, consigliere comunale e assessore all'igiene e consigliere provinciale di Napoli. Eletto per cinque legislature nel collegio di Lagonegro (Potenza II), alla Camera si è occupato principalmente di istruzione e sanità pubblica.
È il padre di Carmine Senise, futuro capo della polizia in epoca fascista.